# 신경얼기
신경얼기(nerve plexus) 또는 신경총(神經叢), 신경집망(神經集網)은 신경들이 서로 교차하며 이루는 그물과 같은 구조(얼기)이다. 척수신경얼기는 척수신경 앞가지들이 서로 합쳐져 만들어진 들신경섬유와 날신경섬유로 구성되어 있다. 척수신경이 이루는 신경얼기는 총 다섯 개이다. 자율신경계가 이루는 신경얼기는 대부분 창자신경계의 일부이다. 신경얼기에서 갈라져 나오는 신경들은 감각과 운동 기능을 모두 가지고 있다. 근수축, 운동 협조와 조절 유지, 뜨거움과 차가움, 통각, 압력 등의 감각에 대한 반응 등의 기능을 신경에서 수행한다. 인체에 존재하는 신경얼기는 다음과 같다.
- 척수신경얼기(spinal plexus)
  - 목신경얼기 - 머리, 목, 어깨에 분포
  - 팔신경얼기 - 가슴, 어깨, 팔, 손에 분포
  - 허리엉치신경얼기
    - 허리신경얼기 - 등, 배, 사타구니, 무릎, 다리 등에 분포
    - 엉치신경얼기 - 골반, 볼기, 성기, 다리, 발 등에 분포
    - 음부신경얼기

  - 꼬리신경얼기 - 꼬리뼈 근처의 작은 영역에 분포
- 자율신경얼기(autonomic plexus)
  - 복강신경얼기 - 내장 기관에 분포
  - 근육층신경얼기(아우어바흐 신경얼기) - 위장관계에 분포
  - 점막밑신경얼기(마이스너 신경얼기) - 위장관계에 분포
  - 인두신경얼기 - 입천장과 인두에 분포
  - 심장신경얼기 - 심장에 분포

## 척수신경얼기

척수신경

다음 표는 척수신경에서 나오는 신경얼기에 대한 정보를 보여주고 있다.
| 신경얼기     | 척수신경        | 신경 (위에서 아래 순서)                                                                       |
| 목신경얼기   | C1 – C5         | · 작은뒤통수신경 · 큰귓바퀴신경 · 가로목신경 · 목신경고리 · 빗장위신경 · 가로막신경           |
| 팔신경얼기   | C5 – T1         | · 근육피부신경 · 겨드랑신경 · 노신경 · 정중신경 · 자신경                                      |
| 허리신경얼기 | L1 – L4         | · 엉덩아랫배신경 · 엉덩고샅신경 · 음부넙다리신경 · 가쪽넙다리피부신경 · 넙다리신경 · 폐쇄신경 |
| 엉치신경얼기 | L4, L5, S1 – S4 | · 위볼기신경 · 아래볼기신경 · 뒤넙다리피부신경 · 정강신경 · 온종아리신경 · 음부신경           |
| 꼬리신경얼기 | S4, S5, Co      | 음부의 신경 분포 보조 · 항문꼬리신경                                                          |

## 자율신경얼기
자율신경얼기는 교감신경과 부교감신경 섬유를 모두 포함할 수 있다.
심장신경얼기는 대동맥활과 기관갈림 근처에 위치한다.
허파신경얼기는 기관지나무에 분포한다.
복강신경얼기는 복강동맥 근처에 분포하며 복강신경절을 포함하고 있다. 가장 큰 자율신경얼기이며 여러 배와 골반의 내장 기관에 분포한다.
위창자간막신경얼기는 위창자간막신경절을 포함하고 있으며 위창자간막동맥 근처에 위치한다. 아래창자간막신경얼기는 아래창자간막신경절을 포함하고 있으며 아래창자간막동맥 근처에 위치한다. 둘 모두 창자에 분포한다.
다른 자율신경얼기로는 위아랫배신경얼기, 아래아랫배신경얼기, 콩팥신경얼기, 간신경얼기, 지라신경얼기, 위신경얼기, 이자신경얼기, 고환신경얼기(남성), 난소신경얼기(여성)가 있다.

## 같이 보기
- 신경로 (Nerve tract)
- 신경 경로 (Neural pathway)
- 신경 회로 (Neural circuit)

## 참고 문헌
- Henry Gray: Anatomy of the human body (Bartleby.com; Great Books Online)
- Richard S. Snell: Clinical neuroanatomy (Lippincott Williams & Wilkins, Ed.6th 2006) Philadelphia, Baltimore, New York, London. ISBN 978-963-226-293-2
- Eldra P. Solomon - Richard R. Schmidt - Peter J. Adragna : Human anatomy & physiology ed. 2nd 1990 (Sunders College Publishing, Philadelphia)  ISBN 0-03-011914-6
- Jochen Staubesand (Ed.); R. Putz, R. Pabst, Johannes Sobotta: Sobotta Atlas of Human Anatomy I-II. (Urban & Schwarzenberg, München 1982) ISBN 3-541-72710-1
- Saladin, Kenneth S. Anatomy & Physiology: The Unity of Form and Function. New York, NY: McGraw-Hill, 2007. Print.